# 賭博師 梟
『賭博師 梟』（とばくし ふくろう）は、原作：さいふうめい、漫画：星野泰視による日本の漫画。『週刊少年マガジン』（講談社）にて2003年21・22合併号から29号まで掲載された。単行本は全1巻。全8話。

## 概要
『マガジン』で連載中だった『哲也-雀聖と呼ばれた男』が2ヵ月半の休載中に8週連続で短期集中連載された、さいふうめいと星野泰視のコンビによる第2作目の作品。戦後・昭和22年の北海道・函館を舞台に、麻雀牌を使った手本引「牌（ハイ）ホンビキ」によるギャンブルで、玄人（バイニン。- 博打打ち。）たちの命を懸けた駆け引きを描いていく物語。
キャッチコピーは「賭博師の血は碧」（単行本発売時の帯から）。本作の単行本と同時に発売された『哲也』の第33巻の帯のフレーズ「玄人の血は朱」と並べるとサマになる光景であった逸話がある。
単行本の巻末にて、さいは手本引き・牌本引きについて解説している。本作に登場する「牌ホンビキ」は、さいによる独自の考案で生み出されたものとされている（ただし、阿佐田哲也の小説にも「牌ホンビキ」が存在することから、本作で述べる「牌ホンビキ」は、さいによる独自のルールで解釈されたものと考えられる）。さいは、その「牌ホンビキ」を役者に広めて一緒にやったことがあると述べている（なお、さいは芝居の台本も執筆している）。

## あらすじ
昭和22年。北海道・函館にて、函館中の賭場を荒らしまわる1人の玄人（バイニン）がいた。その名は「フクロウ」と呼ばれ、「牌ホンビキ」で幾多もの賭場を潰していった。その噂を女郎屋・開陽楼の主人・ミィから聞かされた雀荘・五稜郭のマネージャー・ガミは、フクロウに対抗すべく強い玄人を探し、コゲ沼、ヒー坊、ガミのかつての親友・ラバと呼ばれる打ち手を雇いフクロウを迎え撃つ…。

## 登場人物
フクロウ
函館中の賭場を荒らしまわる玄人。牌ホンビキでは百発百中出目を当てる凄腕。長髪とアイヌ民族風の衣裳を纏っている。
実はレイテ島に一兵卒として出兵し、たった1人で生還した生き残りであった。
ガミ
雀荘・五稜郭のマネージャー。本名「三上（みかみ）」。ミィに依頼され、フクロウに対抗すべく玄人を探す。
ミィ
女郎屋・開陽楼の女主人で五稜郭を仕切る責任者。ガミをこき使う策士でもある。
ラバ
ガミの幼馴染で親友。本名「桜庭浩一朗（さくらば こういちろう）」。ステッドラーの6Bの鉛筆を持っている。戦時中は特攻に出兵して生還した強運の持ち主。しかし、それ以来博打の話ししかせず、不貞腐れた風貌となっていたが、ガミに「賭場が立つ」話を持ちかけられそれに乗り、勝つことを前提にフクロウに挑む。ガミ曰く「昔から喧嘩は滅法強い」。
コゲ沼（コゲぬま）
室蘭の玄人。2年前の室蘭大空襲で「真っ黒コゲ」になっても生き残った強者。牌ホンビキでは、胴（親）においては子が何人いようがその出目をかわす「かわしの天才」の異名を持つ。
ヒー坊（ヒーぼう）
長万部の玄人。医者の息子で医大生。常にメスを持っている。大量のタネ銭を背景にフクロウに挑む。
碧（みどり）
フクロウの女。空襲で家族を失い失語症となっていた。
チヨ
コゲ沼の妹。
仁美（ひとみ）
ヒー坊の女。

## 書籍
- さいふうめい・星野泰視『賭博師 梟』（少年マガジンコミックス、講談社 全1巻）

1. 2003年9月17日 第1刷発行 ISBN 4-06-363294-6